# Mistrzostwa NCAA Division I w Zapasach w 2019
Mistrzostwa NCAA Division I w zapasach rozegrane zostały w Pittsburghu w dniach 21–23 marca 2019 roku. Zawody odbyły się na terenie PPG Paints Arena.
Punkty zdobyły 63 drużyny.
- Outstanding Wrestler – Mekhi Lewis

## Wyniki

### Drużynowo
| Kolejność | Szkoła                        | Zespół         |
| --------- | ----------------------------- | -------------- |
| 1.        | Pennsylvania State University | Nittany Lions  |
| 2.        | Ohio State University         | Buckeyes       |
| 3.        | Oklahoma State University     | Cowboys        |
| 4.        | University of Iowa            | Hawkeyes       |
| 5.        | Uniwersytet Michigan          | Wolverines     |
| 6.        | University of Missouri        | Tigers         |
| 7.        | Uniwersytet Cornella          | Big Red        |
| 8.        | Uniwersytet Minnesoty         | Golden Gophers |

### All American

#### 125 lb
| Lp. | Zawodnik            | Szkoła         |
| --- | ------------------- | -------------- |
| 1.  | Spencer Lee         | Iowa           |
| 2.  | Jack Mueller        | Virginia       |
| 3.  | Sebastian Rivera    | Northwestern   |
| 4.  | Vitali Arujau       | Cornell        |
| 5.  | Nicholas Piccininni | Oklahoma State |
| 6.  | Pat Glory           | Princeton      |
| 7.  | RayVon Foley        | Michigan State |
| 8.  | Ronnie Bresser      | Oregon State   |

#### 133 lb
| Lp. | Zawodnik          | Szkoła         |
| --- | ----------------- | -------------- |
| 1.  | Nick Suriano      | Rutgers        |
| 2.  | Daton Fix         | Oklahoma State |
| 3.  | Stevan Mićić      | Michigan       |
| 4.  | Luke Pletcher     | Ohio State     |
| 5.  | Austin DeSanto    | Iowa           |
| 6.  | John Erneste      | Missouri       |
| 7.  | Ethan Lizak       | Minnesota      |
| 8.  | Roman Bravo-Young | Penn State     |

#### 141 lb
| Lp. | Zawodnik            | Szkoła     |
| --- | ------------------- | ---------- |
| 1.  | Yianni Diakomihalis | Cornell    |
| 2.  | Joey McKenna        | Ohio State |
| 3.  | Jaydin Eierman      | Missouri   |
| 4.  | Dom Demas           | Oklahoma   |
| 5.  | Nick Lee            | Penn State |
| 6.  | Mitch McKee         | Minnesota  |
| 7.  | Kyle Shoop          | Lock Haven |
| 8.  | Chad Red            | Nebraska   |

#### 149 lb
| Lp. | Zawodnik         | Szkoła         |
| --- | ---------------- | -------------- |
| 1.  | Anthony Ashnault | Rutgers        |
| 2.  | Micah Jordan     | Ohio State     |
| 3.  | Austin O’Connor  | North Carolina |
| 4.  | Mitch Finesilver | Duke           |
| 5.  | Matthew Kolodzik | Princeton      |
| 6.  | Brock Mauller    | Missouri       |
| 7.  | Jarrett Degen    | Iowa State     |
| 8.  | Pat Lugo         | Iowa           |

#### 157 lb
| Lp. | Zawodnik           | Szkoła               |
| --- | ------------------ | -------------------- |
| 1.  | Jason Nolf         | Penn State           |
| 2.  | Tyler Berger       | Nebraska             |
| 3.  | Alec Pantaleo      | Michigan             |
| 4.  | Hayden Hidlay      | North Carolina State |
| 5.  | Kaleb Young        | Iowa                 |
| 6.  | Ryan Deakin        | Northwestern         |
| 7.  | Christian Pagdilao | Arizona State        |
| 8.  | Larry Early        | Old Dominion         |

#### 165 lb
| Lp. | Zawodnik            | Szkoła        |
| --- | ------------------- | ------------- |
| 1.  | Mekhi Lewis         | Virginia Tech |
| 2.  | Vincenzo Joseph     | Penn State    |
| 3.  | Chandler Marsteller | Lock Haven    |
| 4.  | Evan Wick           | Wisconsin     |
| 5.  | Isaiah White        | Nebraska      |
| 6.  | Joshua Shields      | Arizona State |
| 7.  | Alex Marinelli      | Iowa          |
| 8.  | Bryce Steiert       | Northern Iowa |

#### 174 lb
| Lp. | Zawodnik       | Szkoła        |
| --- | -------------- | ------------- |
| 1.  | Zahid Valencia | Arizona State |
| 2.  | Mark Hall      | Penn State    |
| 3.  | Myles Amine    | Michigan      |
| 4.  | Daniel Lewis   | Missouri      |
| 5.  | David McFadden | Virginia Tech |
| 6.  | Mikey Labriola | Nebraska      |
| 7.  | Jordan Kutler  | Lehigh        |
| 8.  | Devin Skatzka  | Minnesota     |

#### 184 lb
| Lp. | Zawodnik         | Szkoła         |
| --- | ---------------- | -------------- |
| 1.  | Drew Foster      | Northern Iowa  |
| 2.  | Maxwell Dean     | Cornell        |
| 3.  | Myles Martin     | Ohio State     |
| 4.  | Ryan Preisch     | Lehigh         |
| 5.  | Emory Parker     | Illinois       |
| 6.  | Chip Ness        | North Carolina |
| 7.  | Dakota Geer      | Oklahoma State |
| 8.  | Zachary Zavatsky | Virginia Tech  |

#### 197 lb
| Lp. | Zawodnik       | Szkoła         |
| --- | -------------- | -------------- |
| 1.  | Bo Nickal      | Penn State     |
| 2.  | Kollin Moore   | Ohio State     |
| 3.  | Preston Weigel | Oklahoma State |
| 4.  | Patrick Brucki | Princeton      |
| 5.  | Josh Hokit     | Fresno State   |
| 6.  | Willie Miklus  | Iowa State     |
| 7.  | Jacob Warner   | Iowa           |
| 8.  | Benjamin Honis | Cornell        |

#### 285 lb
| Lp. | Zawodnik       | Szkoła           |
| --- | -------------- | ---------------- |
| 1.  | Anthony Cassar | Penn State       |
| 2.  | Derek White    | Oklahoma State   |
| 3.  | Gable Steveson | Minnesota        |
| 4.  | Jordan Wood    | Lehigh           |
| 5.  | Amarveer Dhesi | Oregon State     |
| 6.  | Youssif Hemida | Maryland         |
| 7.  | Matt Stencel   | Central Michigan |
| 8.  | Trent Hillger  | Wisconsin        |